# George Zweig
George Zweig (n. 30 mai 1937, Moscova) este un fizician și neurobiolog american. Este cunoscut pentru faptul că a introdus în fizica hadronilor, concomitent cu Murray Gell-Mann dar în mod independent, modelul quarkurilor, pe are el le-a numit aces (ași).